# Matt Sallee
Matthew Levon Sallee (né le 11 février 1994) est un auteur-compositeur-interprète américain. Il est connu pour être le bassiste vocal du groupe a cappella Pentatonix. Sallee est est le membre le plus récent du groupe, remplaçant Avi Kaplan après son départ en 2017.

## Jeunesse et éducation
Matthew Levon Sallee est né le 11 février 1994 à Baltimore, Maryland. À l'âge de 4 ans, il commence à chanter dans la chorale de son église dont son père était le pasteur. Sallee a grandi à La Plata, dans le Maryland. Il a obtenu son diplôme au Maurice J. McDonough High School en 2012  et a poursuivi ses études au Berklee College of Music.

## Carrière

### Pentatonix
En 2017, le chanteur de Pentatonix, Avi Kaplan, a annoncé son départ. Peu de temps après, il a été annoncé qu'il serait remplacé par Matt Sallee. Sallee fait sa première apparition lors du dernier concert de Noël du groupe en 2017. Le premier album de Sallee était A Pentatonix Christmas Deluxe. Il est le nouveau bassiste du groupe et a participé assez activement aux albums. Il est le plus jeune membre du groupe de 2 ans. Sallee est devenu une figure emblématique dans le monde des groupes a cappella et de jeunes générations. Il entretient de bonnes relations avec tous les membres de son groupe et ils passent du temps ensemble en dehors du chant. Sallee est signé avec les labels RCA et Madison Gate . Dans Pentatonix, il chante de la basse, des solos baryton (allant parfois jusqu'au registre de ténor) et il fait occasionnellement du beatbox, par exemple dans Joyful, Joyful, dans le couplet rap de Kevin Olusola ; et il fait aussi de la basse et des percussions en même temps dans Havana.

## Vie personnelle
Sallee s'est fiancé à sa petite amie Sarah Bishop en 2020.ils se sont  mariés le 2 janvier 2022. Le couple attend désormais un bébé qui devrait naître en juillet 2024. Il est un ami proche de Kevin Olusola, membre de Pentatonix.